# Nässjön (Nordingrå socken, Ångermanland)
Nässjön är en sjö i Kramfors kommun i Ångermanland och ingår i Nätraån-Ångermanälvens kustområde. Sjön har en area på 0,244 kvadratkilometer och ligger 65,3 meter över havet.

## Delavrinningsområde
Nässjön ingår i det delavrinningsområde (697956-163160) som SMHI kallar för Rinner mot Edsätterfjärden. Medelhöjden är 79 meter över havet och ytan är 13,21 kvadratkilometer. Det finns inga avrinningsområden uppströms utan avrinningsområdet är högsta punkten. Avrinningsområdets utflöde mynnar i havet, utan att ha någon enskild mynningsplats. Avrinningsområdet består mestadels av skog (80 procent). Avrinningsområdet har 0,44 kvadratkilometer vattenytor vilket ger det en sjöprocent på 3,3 procent.